# Liste der Biografien/Hoff
Liste der Biografien |
Portal Biografien |
Personensuche
# |
A |
B |
C |
D |
E |
F |
G |
H |
I |
J |
K |
L |
M |
N |
O |
P |
Q |
R |
S |
T |
U |
V |
W |
X |
Y |
Z |
?
 
Ha |
Hd |
He |
Hi |
Hj |
Hk |
Hl |
Hm |
Hn |
Ho |
Hr |
Hs |
Ht |
Hu |
Hv |
Hw |
Hy
 
Hoa |
Hob |
Hoc |
Hod |
Hoe |
Hof |
Hog–Hok |
Hol |
Hom |
Hon |
Hoo |
Hop |
Hoq |
Hor |
Hos |
Hot |
Hou |
Hov |
How |
Hox |
Hoy |
Hoz
 
Hofa |
Hofb |
Hofd |
Hofe |
Hoff |
Hofg |
Hofh |
Hofi |
Hofk |
Hofl |
Hofm |
Hofn |
Hofp |
Hofr |
Hofs |
Hoft |
Hofv |
Hofw |
Hofz
 
Hoffa |
Hoffb |
Hoffd |
Hoffe |
Hoffg |
Hoffh |
Hoffi |
Hoffj |
Hoffk |
Hoffl |
Hoffm |
Hoffn |
Hoffo |
Hoffr |
Hoffs
Die Liste der Biografien führt alle Personen auf, die in der deutschsprachigen Wikipedia einen Artikel haben. Dieses ist eine Teilliste mit 93 Einträgen von Personen, deren Namen mit den Buchstaben „Hoff“ beginnt.

## Hoff
- Hoff Melkersen, Elias (* 2002), norwegischer Fußballspieler
- Hoff Sommers, Christina (* 1950), US-amerikanische Philosophin und Feministin
- Hoff Thorup, Johannes (* 1989), dänischer Fußballtrainer
- Hoff, Adolf (1867–1943), deutscher Kaufmann, Handelsrichter und Aufsichtsratsvorsitzender
- Hoff, Alvilda Harbou (1862–1951), dänische Ärztin und Politikerin
- Hoff, Andreas, deutscher Soziologe und Gerontologe
- Hoff, Anette (* 1961), norwegische Schauspielerin und Regisseurin
- Hoff, Arne (1907–1997), dänischer Historiker, Waffenhistoriker und Direktor des Königlichen Dänischen Zeughausmuseums
- Hoff, August (1892–1971), deutscher Kunsthistoriker
- Hoff, Benjamin-Immanuel (* 1976), deutscher Politiker (Die Linke), MdA, Staatssekretär (2006–2011), HonorarprofessorBenjamin-Immanuel Hoff (* 1976)

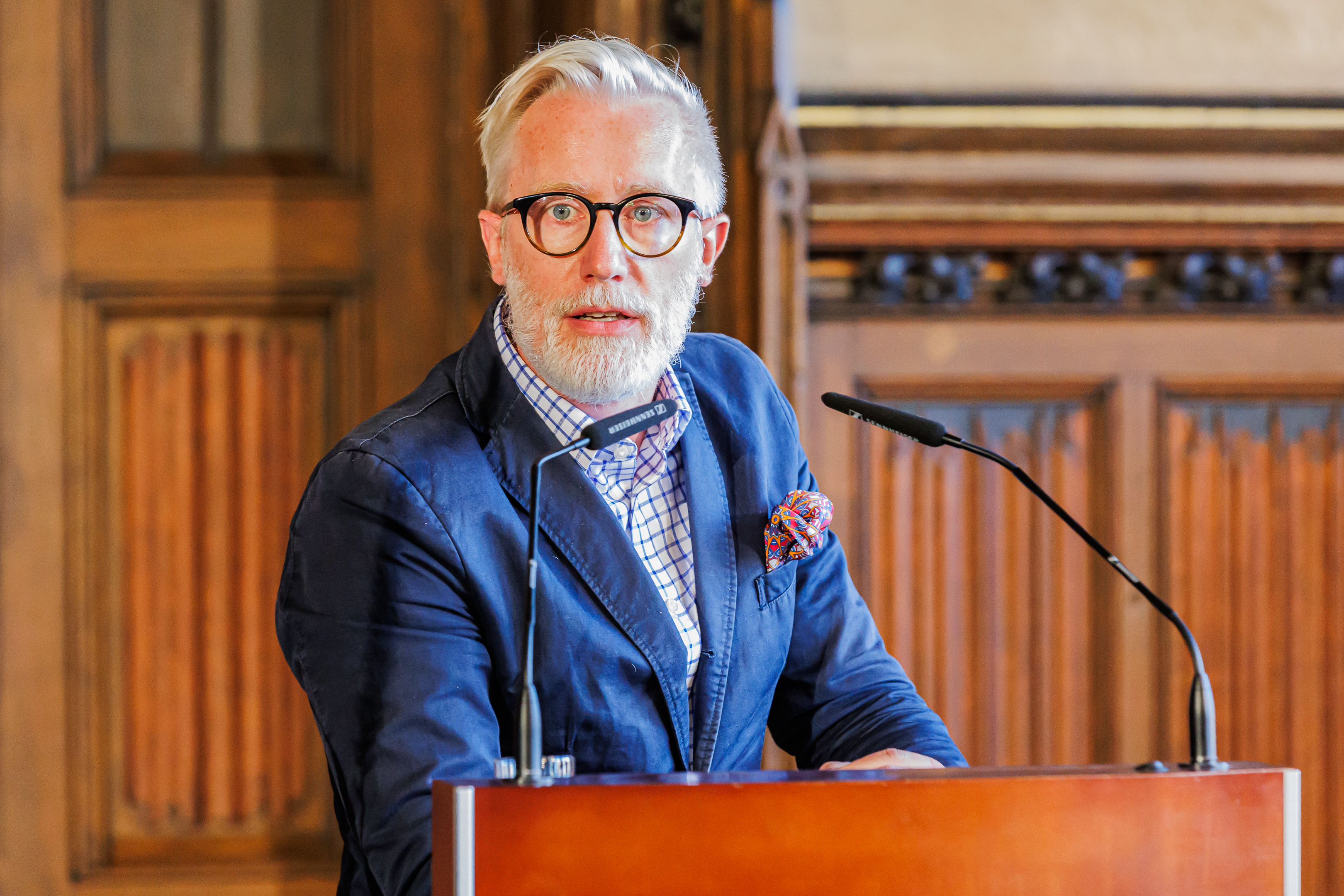
Benjamin-Immanuel Hoff (* 1976)

- Hoff, Bernhard (* 1959), deutscher Leichtathlet und Olympiateilnehmer
- Hoff, Brynjar (* 1940), norwegischer Oboist
- Hoff, Carl (1807–1862), deutscher Zeichner, Kupferstecher, Lithograph und Miniaturmaler
- Hoff, Carl (1866–1904), deutscher Porträt-, Genre-, Stillleben-, Landschafts- und Vedutenmaler sowie Lithograf und Grafiker
- Hoff, Carl von (1894–1969), deutscher Entwickler
- Hoff, Charles (1902–1985), norwegischer Leichtathlet
- Hoff, Conrad (1816–1883), deutscher Maler
- Hoff, Curt (1888–1950), deutscher Politiker (DVP), MdR
- Hoff, Dagmar von (* 1956), deutsche Literaturwissenschaftlerin
- Hoff, Devin, US-amerikanischer Jazz- und Improvisationsmusiker (Kontrabass, E-Bass)
- Hoff, Dierk (* 1948), deutscher Unterstützer der Rote Armee Fraktion
- Hoff, Dieter (* 1939), deutscher Medienmanager, Technischer Direktor des WDR
- Hoff, Dieter (1953–2019), deutscher Musiker, Komponist, Musik-Produzent, Verleger und Texter
- Hoff, Dilano van ’t (2004–2023), niederländischer Automobilrennfahrer
- Hoff, Elke (* 1957), deutsche Politikerin (FDP), MdB
- Hoff, Erlend (* 1978), norwegischer Skilangläufer
- Hoff, Ernst (1872–1932), deutscher Verbandsfunktionär
- Hoff, Ernst van’t (1908–1955), niederländischer Jazz- und Unterhaltungsmusiker
- Hoff, Espen (* 1981), norwegischer Fußballspieler
- Hoff, Ferdinand (1867–1942), deutscher Lehrer und Politiker (FVP, DDP), MdR
- Hoff, Ferdinand (1896–1988), deutscher Internist
- Hoff, Fred (1943–2006), deutscher Fußballspieler
- Hoff, Friedrich Ludwig von (1663–1729), württembergischer Verwaltungsbeamter
- Hoff, Gregor Maria (* 1964), deutscher Hochschullehrer, Professor für Fundamentaltheologie und Ökumenische Theologie
- Hoff, Günther (1928–2020), deutscher Kirchenmusikdirektor und Chorleiter
- Hoff, Hans (1897–1969), österreichischer Psychiater und Neurologe
- Hoff, Hans (* 1955), deutscher Journalist mit dem Schwerpunkt Medien
- Hoff, Hans vom (1899–1969), deutscher Politiker und Gewerkschaftsfunktionär
- Hoff, Hein ten (1919–2003), deutscher Boxer
- Hoff, Heinrich (1914–1976), deutscher Kommunalpolitiker (SPD)
- Hoff, Heinrich Ernst von (1782–1851), deutscher Offizier und Beamter
- Hoff, Heinrich Georg (1808–1852), deutscher Verlagsbuchhändler und Revolutionär
- Hoff, Hinrich Ewald (1858–1941), deutscher Lehrer und Historiker
- Hoff, Hubert (1870–1964), deutscher Maschinenbauingenieur und Hüttenkundler
- Hoff, Ida (1880–1952), Schweizer Ärztin und Frauenrechtlerin
- Hoff, Jacobus Henricus van ’t (1852–1911), niederländischer ChemikerJacobus Henricus van ’t Hoff (1852–1911)

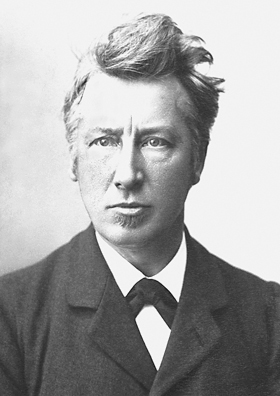
Jacobus Henricus van ’t Hoff (1852–1911)

- Hoff, Jakob von (1598–1670), hessischer Ministeriale und Beamter
- Hoff, Jan Gunnar (* 1958), norwegischer Jazzpianist und Komponist
- Hoff, Johannes (* 1962), deutsch-englischer römisch-katholischer Theologe, Philosoph und HochschullehrerJohannes Hoff (* 1962)

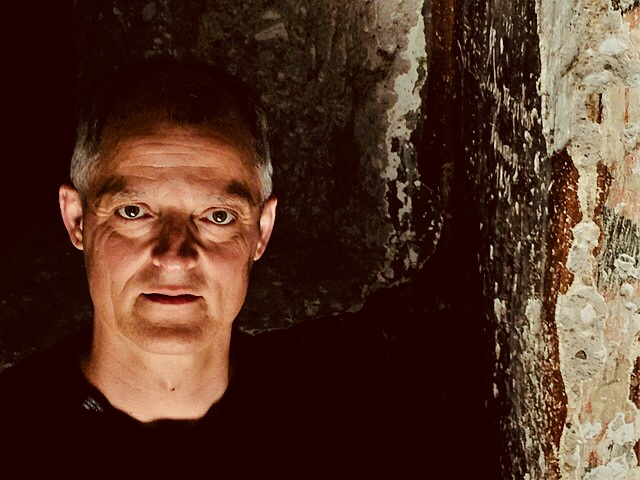
Johannes Hoff (* 1962)

- Hoff, Jonny (* 1993), deutscher Schauspieler
- Hoff, Jörg (* 1940), deutscher Generalapotheker des Heeres der Bundeswehr
- Hoff, Karen (1921–2000), dänische Kanutin
- Hoff, Karin (* 1963), deutsche Skandinavistin
- Hoff, Karl (1838–1890), deutscher Maler
- Hoff, Karl Ernst Adolf von (1771–1837), deutscher Naturforscher und Geologe
- Hoff, Katie (* 1989), US-amerikanische Schwimmerin
- Hoff, Kay (1924–2018), deutscher Schriftsteller
- Hoff, Kitty (* 1972), deutsche Chansonnière
- Hoff, Lutz (* 1951), deutscher Moderator, Kabarettist und Autor
- Hoff, Magdalene (1940–2017), deutsche Politikerin (SPD), MdEP
- Hoff, Marcian Edward (* 1937), amerikanischer Elektroingenieur und Miterfinder des Mikroprozessors
- Hoff, Martin (1965–2016), deutscher Dirigent
- Hoff, Matthias (* 1983), deutscher Synchronsprecher
- Hoff, Max (1893–1941), US-amerikanischer Boxmanager und Mobster
- Hoff, Max (1903–1985), österreichischer Illustrator
- Hoff, Max (* 1982), deutscher KanuteMax Hoff (* 1982)

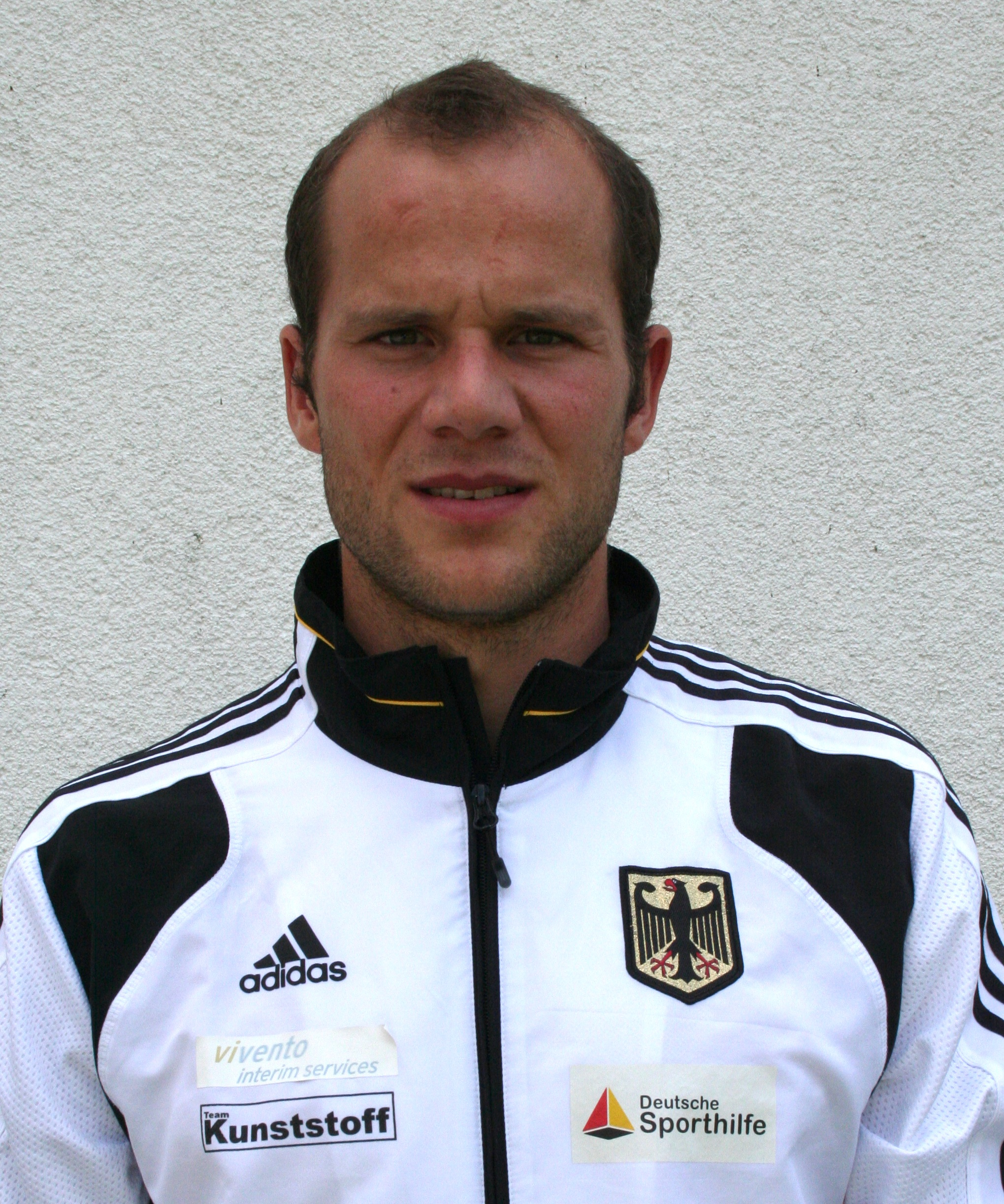
Max Hoff (* 1982)

- Hoff, Miriam (* 1975), deutsche Psychotherapeutin, ehemaliges Fotomodell und Schönheitskönigin
- Hoff, Nicholas J. (1906–1997), US-amerikanischer Ingenieur
- Hoff, Nikolaus (1798–1873), deutscher Kupferstecher, Lithograf, Grafiker und Zeichner
- Hoff, Nils Jakob (* 1985), norwegischer Ruderer
- Hoff, O. P. (1853–1924), norwegisch-amerikanischer Politiker (Republikanische Partei)
- Hoff, Paul (1867–1928), Arbeitersekretär und Senator der Hansestadt Lübeck
- Hoff, Paul (* 1956), deutscher Psychiater und Philosoph
- Hoff, Peter (1942–2003), deutscher Schauspieler, Hochschullehrer und Autor
- Hoff, Philip H. (1924–2018), US-amerikanischer Politiker
- Hoff, Ralf von den (* 1963), deutscher Klassischer Archäologe
- Hoff, Richard von (1880–1945), Pädagoge, Politiker (NSDAP), Bremer Senator
- Hoff, Robert van ’t (1887–1979), niederländischer Architekt
- Hoff, Roland (1934–1961), vermutlich das dritte Opfer der Berliner Mauer
- Hoff, Ron van der (* 1978), niederländischer Bogenschütze
- Hoff, Shadrack (* 1973), südafrikanischer Langstreckenläufer
- Hoff, Sky van (* 1986), deutscher Musiker
- Hoff, Stefan (* 1968), deutscher Sportjournalist und Manager
- Hoff, Stig Henrik (* 1965), norwegischer SchauspielerStig Henrik Hoff (* 1965)

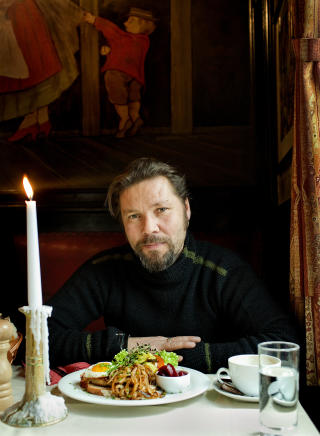
Stig Henrik Hoff (* 1965)

- Hoff, Syd (1912–2004), US-amerikanischer Cartoonist und Kinderbuchautor
- Hoff, Ursula (1909–2005), australische Kunsthistorikerin
- Hoff, Volker (* 1957), deutscher Politiker (CDU), MdL
- Hoff, Walter (1890–1977), deutscher Pfarrer
- Hoff, Walter (* 1924), deutscher Politiker (FDP), MdL
- Hoff, Wilhelm (1851–1940), deutscher Organisator des preußischen Eisenbahnwesens und Minister für öffentliche Arbeiten
- Hoff, Wilhelm (1883–1945), deutscher Luftfahrtforscher
- Hoff, Wilhelm von (1644–1689), hessischer Jurist und Verwaltungsbeamter
- Hoff-Saytumah, Ophelia, Unternehmerin und Bürgermeisterin von Monrovia